# Tatyana Rodionova
Tatyana Rodionova (Unión Soviética, 13 de enero de 1956) es una atleta soviética retirada especializada en la prueba de salto de longitud, en la que consiguió ser subcampeona mundial en pista cubierta en 1985.

## Carrera deportiva
En los Juegos Mundiales en Pista Cubierta de 1985 ganó la medalla de plata en el salto de longitud, con un salto de 6.72 metros, tras la alemana Helga Radtke (oro con 6.88 metros) y por delante de la también soviética Nijolė Medvedeva (bronce con 6.44 metros).